# عنخ‌اسن‌پاتن تاشیریت
عنخ‌اسن‌پاتن تاشیریت (به انگلیسی: Ankhesenpaaten Tasherit) یا عنخ‌اسن‌پاتن صغیر شاهدختی در مصر باستان در دوران حکومت دودمان هجدهم مصربود. او به همراه میریت‌آتون تاشیریت دو شاهدختی هستند که تصویرشان در یک کتیبهٔ باستانی مربوط به دوراهٔ حکمرانی فرعون آخناتون دیده می‌شود. نوشته‌های کتیبه آسیب دیده است و نام مادر و مادربزرگ این شاهدخت‌ها حفظ نشده است.
سرنوشت عنخ‌اسن‌پاتن تاشیریت نامشخص است. ذکر خدای آتن در نام او نشان می‌دهد که او در واقع دختر فرعون آخناتون بود، زیرا جانشینان او اصلاحات مذهبی او را برگرداندند و به پرستش خدایان سنتی مصر بازگشتند. نام آتون در این زمان از استفاده عمومی حذف و ممنوع شد.
او معمولاً به عنوان دختر عنخ‌اسن‌آمون (که خودش دختر فرعون آخناتون بود) و خودِ آخناتون در نظر گرفته می‌شود. تصور می‌شود که عنوان رسمی این شاهدخت «عنخ‌اسن‌پاتن تاشیریت، زادهٔ عنخ‌اسن‌آمون، زاده‌شده از همسر بزرگ سلطنتی نفرتیتی» بوده است.
از آنجایی که هم عنخ‌اسن‌پاتن تاشیریت و هم یک شاهدخت دیگر، میریت‌آتون تاشیریت فقط در متونی ظاهر می‌شوند که از همسر دوم آخناتون، کیا نام برده‌اند، همچنین ممکن است که آنها فرزندان آخناتون و کیا باشند، یا اینکه آنها دخترانی افسانه‌ای بوده‌اند، جایگزین نام دختر کیا بکت‌آتون بوده است، که احتمالاً فرزند ملکه تیه بود.
البته مورخ و مصرشناس بریتانیایی «ایدن دادسون» پیشنهاد کرد که عنخ‌اسن‌پاتن تاشیریت احتمالاً دختر زوج سلطنتی جوان میریت‌آتون و اسمنخ‌کارع بوده است. شاهدخت جوان به نام خواهر مریتتن نامگذاری می‌شد.